# 福州第一中学
福州第一中学（ふくしゅうだいいちちゅうがく、英語表記: Fuzhou No.1 Middle School）とは、福建省で有名な高等学校である。所在地は中国福建省福州市。「福州一中」とも呼ばれている。

## 全体
福州第一中学は福建省で一番有名な高等学校、中国公立高校の名門である。福建省全土から優秀な人材を集め、省内の他の高校と異なる教育方法で、学生を心と知識両方で教育する。卒業生は良く「能力が非常に高い」と褒められている。また、多くの卒業生が中国あるいは海外の名大学へ進学する。

### 校訓
植基立本 成徳達材

### 学風
勤奮 厳謹 競取 活躍

「勤勉、慎み、進取心、活発」の意味を表す。

## 沿革
- 鳳池書院、正誼書院　1817年～1901年
- 全閩大学堂　1902年～1914年
- 福建省立第一中学　1915年～1927年
- 省立第一初級中学、省立福州初級中学　1927年～1929年
- 省立福州中学　1929年～1939年
- 省立福州高級中学　1939年～1946年
- 省立福州中学　1946年～1949年
- 福建省福州第一中学　1949年～今

## 学生生活

### クラブ活動
- 三牧文社：学校成立の文学クラブ。
- ジャーナル部：学内雑誌「拓風」を刊行しているクラブ。
- 牧岩話劇社：新劇を演出するクラブ。
- 日本語部：2005年、新キャンパスで一番初めの学生クラブとして成立した。基本の日本語を教授するクラブである。
- 音楽部
- SCAN(Science of Computer And Network)コンピュータ社
- Model United Nation社
- 静の書画社：2005年、学校成立の書画クラブ
- 化学部：2013年10月に成立し、化学が好きな生徒たちの相互に勉強と交流のためのプラットフォームを提供すること、謹厳な科学精神と実験で探究の能力を育てること、および生徒たちの化学に対する興味と化学を認識と勉強する自信が強くなることを目指す。

### スポーツ
- 福州一中サッカー部
- 福州一中バスケットボール部
- 福州一中バレーボール部

## 主な出身著名人
- 林覚民
- 鄧拓

## 対外関係

### シンガポール
シンガポール公教中学と協定を結んでいる。

## 付属学校
- 福州第一中学初中部
- 福州市私立三牧中学

## 外部サイト
- 公式サイト